# Ян Сібеліус
Ян (Жан) Сібе́ліус (швед. Jean Sibelius вимоваⓘ); повне ім'я Johan Julius Christian Sibelius (8 грудня 1865, Гямеенлінна — 20 вересня 1957, Ярвенпяа) — фінський шведськомовний композитор. Вважається найвідомішим композитором Фінляндії та одним з найвизначніших композиторів світу. Разом з Еліасом Леннротом та Йоганом Людвігом Рунебергом вважається видатним представником «золотої доби» фінського мистецтва періоду 1880–1910 років.

## Біографія
Ян Сібеліус народився 8 грудня 1865 року в Гямеенлінні (шведська назва Тавастехус) у Фінляндії. Був другим із трьох дітей доктора Крістіана Густава Сібеліуса і Марії Шарлотти Борг. Хоч у родині підтримувалися шведські культурні традиції, що беруть початок від пращурів композитора, його віддали у фінську середню школу. У 1885 році вступив до Імператорського університету в Гельсінкі — та його не приваблювала професія юриста: незабаром він перейшов до Музичного інституту, де став найяскравішим учнем М. Вегеліуса. Багато його ранніх творів для камерних ансамблів виконувалися студентами та викладачами інституту. У 1889 році Сібеліус здобув державну стипендію для навчання композиції й теорії музики в А. Беккера в Берліні. Наступного року брав уроки у К. Гольдмарка і Р. Фукса у Відні.
Після повернення Сібеліуса до Фінляндії відбувся його офіційний дебют як композитора: була виконана симфонічна поема Куллерво (Kullervo), ор. 7, для солістів, чоловічого хору й оркестру — за одним зі сказань фінського народного епосу Калевала. Це були роки небаченого патріотичного підйому, і Сібеліуса негайно проголосили музичною надією нації. Незабаром він одружився з Айно Ярнефельт, батьком якої був відомий генерал-губернатор, що очолював національний рух.
За Куллерво пішли симфонічна поема Казка (En Saga), ор. 9 (1892); сюїта Карелія (Karelia), ор. 10 й 11 (1893); Весняна пісня (Vrsng), ор. 16 (1894) і сюїта Леммінкяйнен (Lemminkissarja), ор. 22 (1895). У 1897 році Сібеліус брав участь у конкурсі на заміщення посади викладача музики в університеті, але зазнав невдачі, після чого друзі переконали сенат заснувати для нього щорічну стипендію у 3000 фінських марок.
Помітний вплив на ранню творчість Сібеліуса зробили два фінських музиканти: мистецтву оркестровки його навчав Роберт Каянус, диригент і засновник Асоціації гельсінських оркестрів, а наставником в області симфонічної музики був музичний критик К. Т. Флодін. Прем'єра Першої симфонії Сібеліуса відбулася в Гельсінкі (1899). У цьому жанрі композитор написав ще 6 творів — останньої була Сьома симфонія (одночастинна Fantasia sinfonica), ор. 105, вперше виконана в 1924 році у Стокгольмі. Міжнародну популярність Сібеліус завоював саме завдяки симфоніям, але популярністю користуються і його скрипковий концерт, й численні симфонічні поеми, наприклад, «Донька Півночі» (Pohjolan tytär), «Нічна скачка і схід сонця» (Nattlig ritt och soluppgang), «Туонельський лебідь» (Tuonelen joutsen) і «Тапіола» (Tapiola).

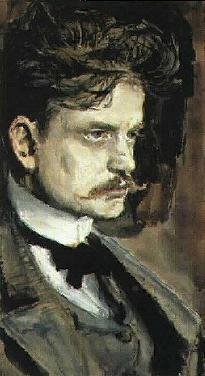
Ян Сібеліус.
Портрет роботи Акселі Галлен-Каллела

Більшість творів Сібеліуса для драматичного театру (усього їх шістнадцять) — свідчення його особливої схильності до театральної музики: зокрема, це симфонічна поема «Фінляндія» (1899) і «Смутний вальс» (Valse triste) з музики до п'єси шурина композитора А. Ярнефельта Смерть (Kuolema); п'єса була вперше поставлена у Гельсінкі в 1903 році. Багато пісень і хорові твори Сібеліуса часто звучали у нього на батьківщині, але за її межами майже невідомі: очевидно, їхньому поширенню заважав мовний бар'єр, а крім того, вони позбавлені характерних переваг його симфоній і симфонічних поем. Сотні фортепіанних і скрипкових п'єс та кілька салонних сюїт для оркестру ще більше поступаються найкращим творам композитора, приводячи в зніяковілість навіть найвідданіших шанувальників його таланту.
Творча діяльність Сібеліуса фактично завершилася в 1926 році симфонічною поемою Тапіола, ор. 112. Понад 30 років музичний світ чекав від композитора нових творів — особливо його Восьмої симфонії, про яку стільки говорилося; однак очікування не втілилися. У ці роки Сібеліус писав лише невеликі п'єси, зокрема масонську музику і пісні.
Його творчість отримує визнання головним чином в англо-саксонських країнах. У 1903–1921 роках він п'ять разів приїжджав до Англіюї диригувати своїми творами, а в 1914 році відвідав США, де під його керуванням у рамках музичного фестивалю в Коннектикуті пройшла прем'єра симфонічної поеми Океаниді (Aallottaret). Популярність Сібеліуса в Англії й США досягла свого піку до середини 1930-х років. Такі відомі англійські письменники як Роза Ньюмарч, Сесил Грій, Ернест Ньюмен і Констант Ламберт, захоплювалися ним як видатним композитором свого часу, гідним спадкоємцем Бетховена. Серед найпалкіших прихильників Сібеліуса в США — О. Даунс, музичний критик «Нью-Йорк таймс», і С. Кусевицкий, диригент Бостонського симфонічного оркестру; в 1935 році, коли музика Сібеліуса пролунала по радіо у виконанні Нью-Йоркського філармонічного оркестру, слухачі обрали композитора своїм «улюбленим симфоністом».
З 1940 року інтерес до музики Сібеліуса помітно падає: лунають голоси, що піддають сумніву його новаторство в області форми. Сібеліус не створив своєї школи й не зробив прямого впливу на композиторів наступного покоління. Проте у наші дні його звичайно ставлять в один ряд з такими представниками пізнього романтизму як Ріхард Штраус й Е. Елгар. При цьому в Фінляндії йому відводили й відводять набагато важливішу роль: тут він визнаний великим національним композитором, символом величі країни.
Ще при житті Сібеліус був вшанований так, як вшановували лише деяких художників. Досить згадати численні вулиці Сібеліуса, парки Сібеліуса, щорічний музичний фестиваль «Тиждень Сібеліуса». У 1939 році «Альма-матер» композитора, Музичний інститут, одержав назву Академії імені Сібеліуса. Ім'ям цього композитора названо популярний нотний редактор — Sibelius, а також астероїд 1405 Sibelius. Помер Сібеліус в Ярвенпяа 20 вересня 1957 року.

## Вибрані твори

### Симфонії
- Симфонія № 1, Op. 39 (1899—1900)
- Симфонія № 2, Op. 43 (1902)
- Симфонія № 3, Op. 52 (1907)
- Симфонія № 4, Op. 63 (1911)
- Симфонія № 5, Op. 82 (1915—1919)
- Симфонія № 6, Op. 104 (1923)
- Симфонія № 7, Op. 105 (1924)

### Симфонічні поеми
- «Леммінкяйнен», симфонічна поема для оркестру, Op. 22 (1895)
- «Куллерво», симфонічна поема для оркестру, соло і хору, Op. 7 (1892)

### Інші твори для оркестру
- Увертюра E-dur, JS 145 (1891)
- Увертюра a-moll, JS 144 (1902)
- Концерт для скрипки з оркестром ре мінор, Op. 47 (1904–1905)
- «Карелія», увертюра, Op. 10 (1893)
- «Карелія», сюїта, Op. 11 (1893)
- Andante festivo для струнного оркестру і литавр, JS 34b (1922, 1938)

### Музика до театральних вистав
- «Kuningas Kristian II», музика до п'єси А. Паула, Op. 27 (1898)
- «Пеллеас і Мелізанда», сюїта, музика до драми Моріса Метерлінка, Op. 46 (1905)

### Вокальні та хорові твори
Кака

### Твори для фортепіано
```
Фінляндія
```

## Сібеліус та Україна
Український поет-модерніст Микола Бажан включив до циклу «Нічні концерти» вірш «Вальс Сібеліуса в Ленінграді»:
| - Прозорість пригашеної світлотіні - Прозорість на небі, на плесі, на серці, - Прозорість в сумирнім і журнім кружінні - Прошептаних скрипками вальсових терцій... |